# Rovnoe
Rovnoe (in russo Ровное?) è un insediamento di tipo urbano dell'oblast' di Saratov, in Russia; è il centro amministrativo del distretto Rovenskij.
Il villaggio si trova sulla sponda orientale del bacino di Volgograd, 100 km a sud di Saratov.